# Kristen Anderson-Lopez
Kristen Anderson-Lopez (geboren op 21 maart 1972) is een Amerikaanse tekstschrijfster. Ze is vooral bekend voor het schrijven van de liedteksten voor de Disney-film Frozen, samen met haar man Robert Lopez. Ze won tweemaal een Oscar voor Beste Lied, voor 'Let It Go' (Frozen, 2014) en voor 'Remember Me' (Coco, 2017).

## Werk voor theater
- Finding Nemo - liedteksten - 2006 - samen met Robert Lopez
- In Transit - verhaal, tekst en muziek - 2010
- Up Here - verhaal en liedteksten - 2015
- Frozen - liedteksten - 2018 - Musical-bewerking van de film, samen met Robert Lopez

## Werk voor Film en TV
- Bear in the Big Blue House - liedteksten - 2010 - samen met Robert Lopez
- Wonder Pets - liedteksten - 2011 - samen met Robert Lopez
- Winnie de Poeh (film uit 2011) - liedteksten - 2011 - samen met Robert Lopez
- Frozen - liedteksten - 2013 - samen met Robert Lopez
- Gigantic - liedteksten - 2015 - gecancelde Disney-film, samen met Robert Lopez
- Coco - liedteksten - 2017 - samen met Robert Lopez
- Frozen II - liedteksten - 2019 -  samen met Robert Lopez
- WandaVision - liedteksten - 2021 -  samen met Robert Lopez
- Agatha All Along - liedtekst - 2024 - samen met Robert Lopez

## Prijs
Voor de serie WandaVision schreef Anderson-Lopez samen met Robert Lopez meerdere liedteksten, waaronder het nummer Agatha All Along. Met dit nummer wisten zij in september 2021, tijdens de 73e editie van Primetime Creative Arts Emmy Awards, een Emmy Award te winnen in de categorie Outstanding Original Music and Lyrics.